# Oxira pallidimargo
Oxira pallidimargo är en fjärilsart som beskrevs av Louis Beethoven Prout 1922. Oxira pallidimargo ingår i släktet Oxira och familjen nattflyn. Inga underarter finns listade i Catalogue of Life.